# 大魯閣湳雅廣場
大魯閣湳雅廣場（Taroko Square）是一間位於台灣新竹市北區的社區型購物中心，規模屬於中型購物中心，商場樓地板面積約6,800坪，由大魯閣集團、大潤發合作開發，與大全聯湳雅店比鄰而居。2018年6月1日開幕（5月11日試營運），商場主力核心店為蔦屋書店、UNIQLO、宜得利家居、無印良品、福湯岩盤浴、遊戲愛樂園、湯姆熊歡樂世界、健身工廠、POYA Beauty、日藥本舖及各式主題餐廳，是以日系品牌為主題的商場。

## 歷史
- 2016年6月22日，大魯閣湳雅廣場正式動工，由大潤發斥資新台幣十億元興建建物，大魯閣開發承租建物17年並負責裝潢及後續營運，預計2017年第二季開業[1][2]，此店為大魯閣集團與大潤發首件合作案。

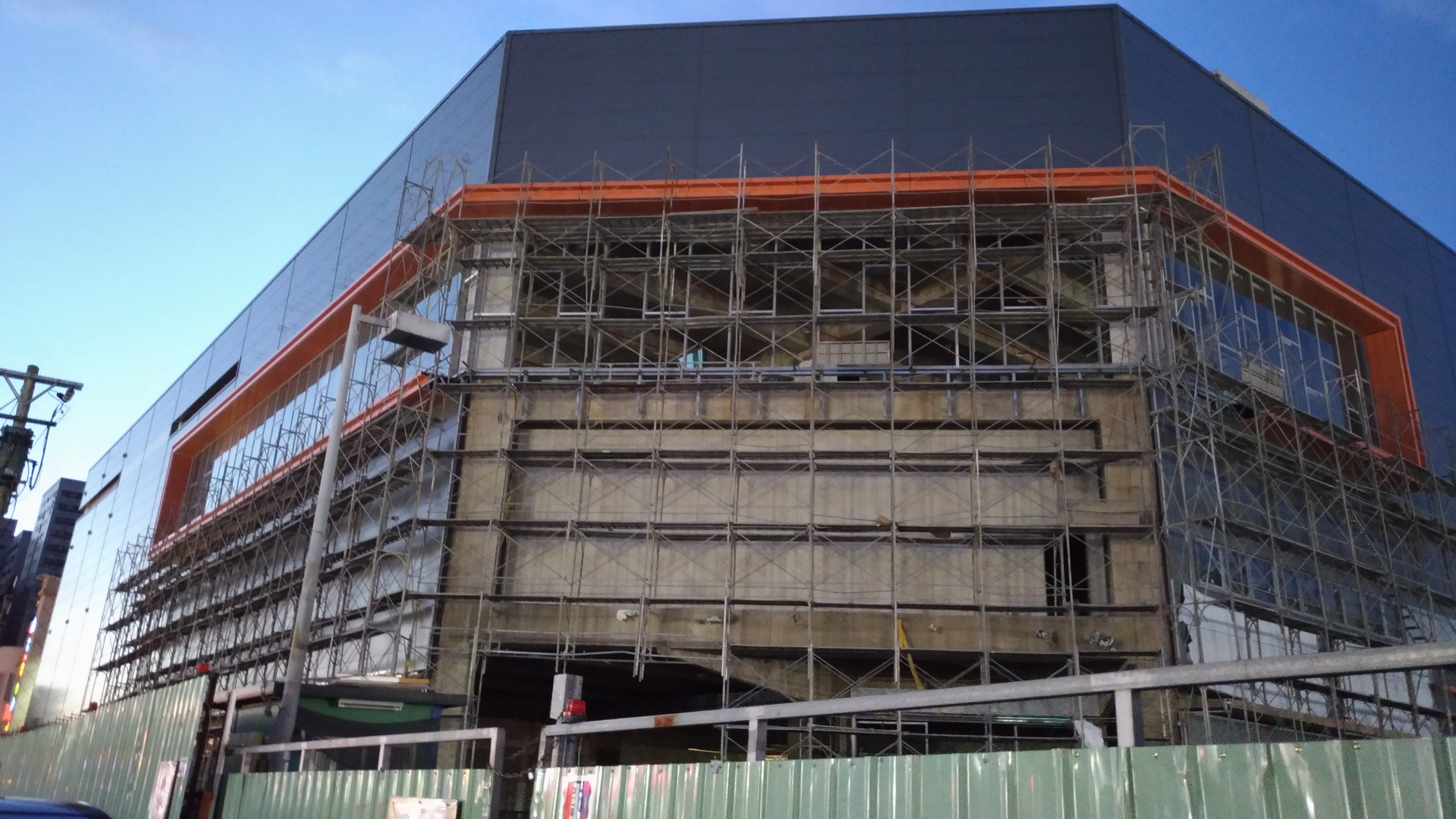
興建中的大魯閣湳雅廣場

- 2017年10月1日，大魯閣湳雅廣場轉移到大魯閣商場事業股份有限公司。

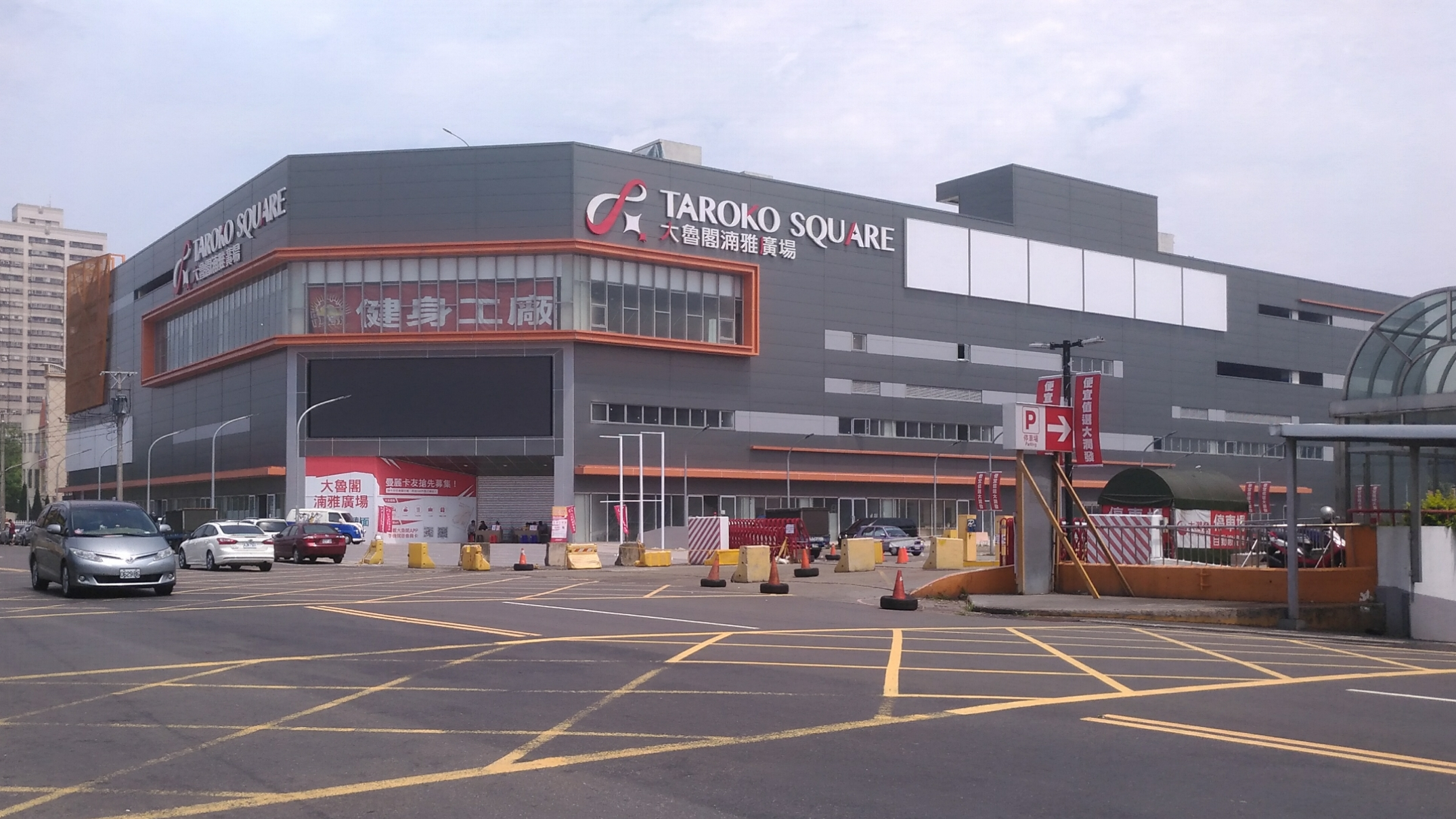
開幕前的大魯閣湳雅廣場

- 2018年5月11日，大魯閣湳雅廣場試營運。
- 2018年6月1日，大魯閣湳雅廣場正式開幕。
- 2020年3月1日，大魯閣商場事業股份有限公司合併至大魯閣實業股份有限公司。
- 2020年，年度營業額約新臺幣7億餘元。

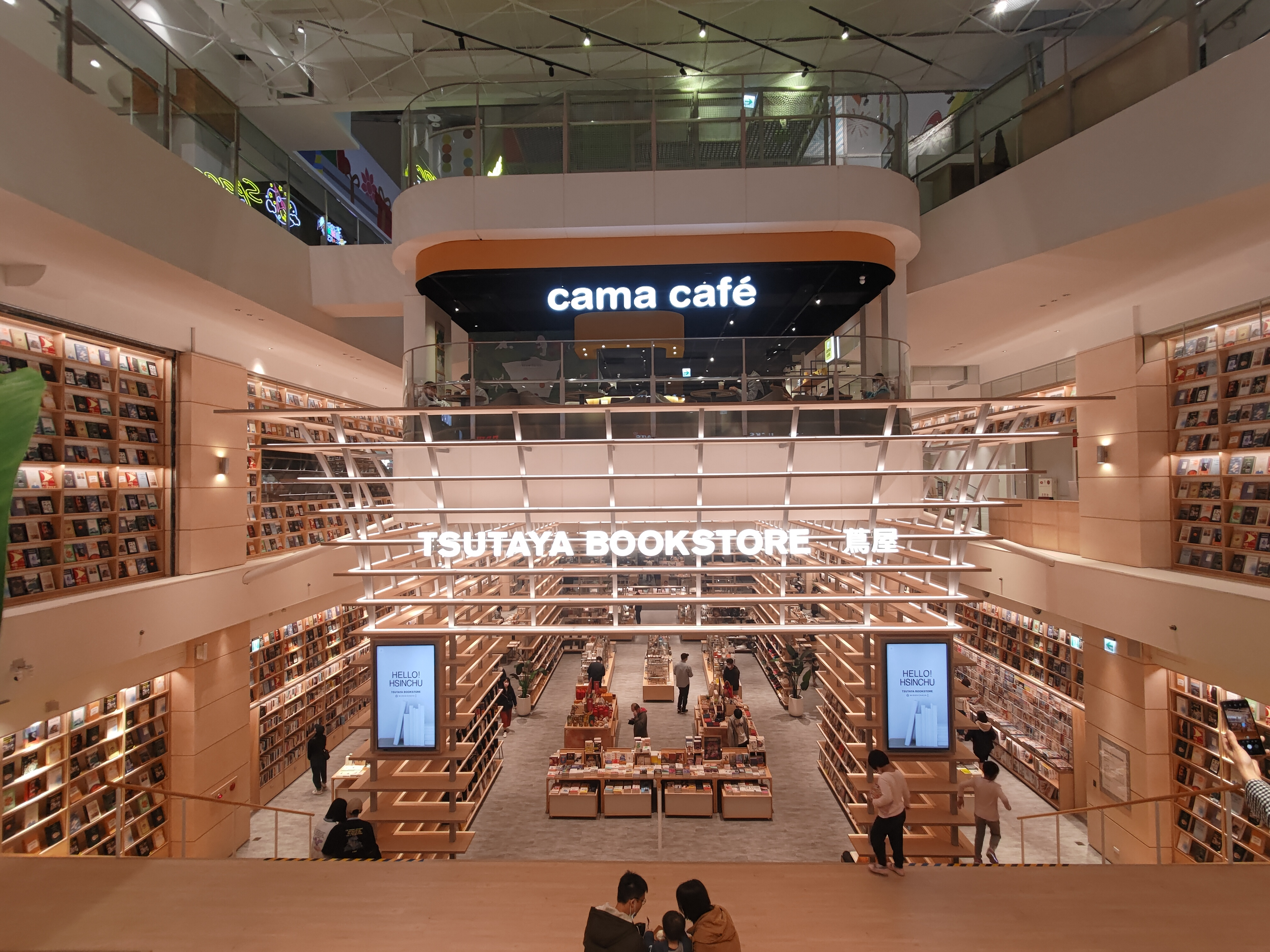
TSUTAYA BOOKSTORE 蔦屋書店新竹湳雅店

- 2022年4月23日，由大魯閣斥資新台幣上億元，將籃球場改造成挑高14米的蔦屋書店開幕（4月15日試營運），其面積約450坪，為台灣第二大分店[3]。
- 2022年7月20日，大魯閣斥資將戶外電子廣告看板更換成裸視3D電子廣告看板，為繼高雄義享時尚廣場後，全台第二座購入的商場。
- 2025年6月19日，大魯閣宣布新竹湳雅廣場與台中新時代購物中心的經營權即將釋出，兩座商場經營權將打包出售，目前已進入盡職調查階段，預計第3季完成談判，最快年底前完成交易交割。[4]

## 樓層簡介
| 樓層 | 定位            |
| ---- | --------------- |
| 5F   | 停車場          |
| 4F   | 停車場          |
| 3F   | 健身工廠/停車場 |
| 2F   | 親子童趣        |
| 1F   | 生活享樂        |
| B1   | 質感生活        |

## 周邊
- 大全聯湳雅店
- 荷蘭村社區
- 新竹市立光華國民中學
- 南寮竹東線
- 新竹市北區區公所

## 外部連結
- 大魯閣湳雅廣場 （页面存档备份，存于）
- 大魯閣湳雅廣場的Facebook專頁
- 台灣公司資料 （页面存档备份，存于）